# Comuna Tomașivți, Kaluș
Tomașivți (în ucraineană Томашівці) este o comună în raionul Kaluș, regiunea Ivano-Frankivsk, Ucraina, formată din satele Perekosî și Tomașivți (reședința).

## Demografie
Componența lingvistică a comunei Tomașivți
     Ucraineană (99,57%)
     Alte limbi (0,43%)
Conform recensământului din 2001, majoritatea populației comunei Tomașivți era vorbitoare de ucraineană (99,57%), existând în minoritate și vorbitori de alte limbi.